# Luís Gomes
Luís Gomes é um município brasileiro no interior do estado do Rio Grande do Norte. Localiza-se na região do Alto Oeste Potiguar, a uma distância de 444 km da capital estadual, Natal. Com uma área de aproximadamente 167 km², possui uma população estimada em mais de dez mil habitantes.
Emancipado de Pau dos Ferros em 1890, o nome do município é uma referência ao tenente-coronel caicoense Luís Gomes de Medeiros. Desde a sua emancipação, desmembraram-se de seu território os atuais municípios de José da Penha (1958), Paraná (1963) e Major Sales (1992). O município possui ainda importantes pontos turísticos, como o Alto do Tabor, Igreja Matriz, a Cachoeira do Rela e o Complexo Turístico Mirante.

## História
A história do município de Luís Gomes tem suas raízes na chegada do tenente-coronel Luís Gomes de Medeiros, potiguar natural de Caicó, em 1756, à serra do Senhor Bom Jesus, onde construiu a primeira casa de um futuro povoado, em que se plantavam de milho, feijão, mandioca e árvores frutíferas. Antes de regressar a Caicó, Luís Gomes de Medeiros herdou a propriedade ao seu escravo Jacó. Posteriormente, Luís Gomes retorna ao local, numa época em que se consolidava o crescimento econômico e demográfico do povoado, com a construção de novas moradias e o avançado da agropecuária e comércio locais. Com isso, os moradores da localidade decidiram mudar o nome do povoamento para Luiz Gomes, em homenagem ao desbravador caicoense.
O povoado, subordinado ao município de Pau dos Ferros, foi elevado à categoria de distrito, criado pela lei provincial nº 976, de 1° de junho de 1886, e desmembrado em 5 de julho de 1890, pela lei nº estadual 31, tornando-se município do Rio Grande do Norte, com a denominação Luiz Gomes, instalado oficialmente em 6 de agosto do mesmo ano. Em 30 de dezembro de 1943, pelo decreto-lei estadual n° 268, a grafia do município foi alterada de Luiz Gomes (com Z) para Luís Gomes (com S), nomenclatura mantida até os dias atuais.

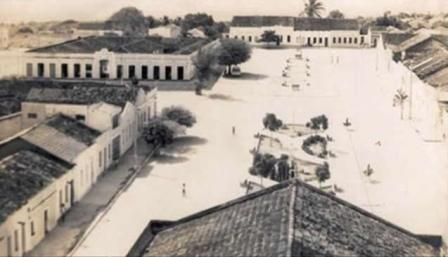
Foto antiga de Luís Gomes

Na década de 1920, dois fatos importantes de grande impacto, marcaram a história da municipalidade. O primeiro refere-se à presença da Coluna Prestes, em 5 de fevereiro de 1926, e o segundo à passagem do temido bando de Lampião (Virgulino Ferreira da Silva) em 15 de maio de 1927 na localidade de Fazenda Nova, que hoje pertence ao município de Major Sales. Outros fatos históricos sucederam as décadas seguintes: a criação da Agência de Estatística, em 14 de agosto de 1936; elevação à categoria de cidade, em 4 de abril de 1938 e a criação da comarca, em 23 de dezembro de 1948. Em 31 de dezembro de 1958, Luís Gomes perderia território, com a criação do município de José da Penha e, em 26 de março de 1963, o distrito de Paraná também fora emancipado. Nesse ano, também foram criados dois novos distritos, Major Sales e São Bernardo.
Além disso, vale ressaltar a chegada de Pe. Raimundo Osvaldo Rocha à paróquia de Luís Gomes em 21 de fevereiro de 1960; a inauguração da Banda de Música Paroquial “Dr. Vicente Fernandes Lopes" em 6 de maio de 1962; implantação do Ginásio Comercial “Luís Gomes”, em 4 de março de 1968; fundação da equipe de futebol mais tradicional, 26 de Julho, em 26 de julho de 1978; promulgação da lei orgânica municipal em 3 de abril de 1990. Em 1992, o distrito de Major Sales é emancipado e se torna município, restando até hoje apenas distrito de São Bernardo. Fatos históricos mais recentes são instituição do código de postura, em 12 de novembro de 1999, e a eleição da primeira prefeita constitucional do município, em 5 de julho de 2015.

## Geografia
De acordo com a divisão do Instituto Brasileiro de Geografia e Estatística (IBGE) vigente desde 2017, Luís Gomes pertence à região geográfica imediata de Pau dos Ferros, dentro da região geográfica intermediária de Mossoró. Até então, com a vigência das divisões em mesorregiões e microrregiões, o município fazia parte da microrregião da Serra de São Miguel, que por sua vez estava incluída na mesorregião do Oeste Potiguar. Com uma área territorial de 166,638 km² (0,3155% da superfície estadual), dos quais 1,314 km² em área urbana, limita-se com os municípios de Riacho de Santana (a norte); Uiraúna e Poço Dantas, ambas na Paraíba (a sul), José da Penha, Major Sales e Paraná (a leste); Venha-Ver e novamente Poço Dantas a oeste. Está a 442 km da capital estadual, Natal.
O relevo do município, em sua maior parte, é constituído pelo Planalto da Borborema, com altitudes predominando entre 400 e 800 metros, estando as áreas mais baixas inseridas na Depressão Sertaneja. Os terrenos de Luís Gomes se situam no embasamento cristalino, constituído por rochas metamórficas do período Pré-Cambriano médio, de idade entre um bilhão e 2,5 bilhões de anos. Os solos são bem drenados e bastante férteis, variando entre o podzólico vermelho amarelo equivalente eutrófico e o bruno não cálcico, havendo a predominância do primeiro, presente nas áreas de maior declividade e mais argiloso que o segundo, que ocorre nas áreas de relevo plano a suave ondulado. Ambos são chamados de luvissolo na nova classificação brasileira de solos.
Esses solos são cobertos pela vegetação da caatinga, variando entre arbustiva e arbórea, cujas espécies perdem suas folhas na estação seca. Em Luís Gomes localiza-se a nascente do Rio Apodi-Mossoró, o maior rio totalmente potiguar, que percorre a região oeste do Rio Grande do Norte, em uma extensão de 210 km, desaguando no Oceano Atlântico, entre os municípios de Areia Branca e Grossos. Cortam o território luís-gomense os riachos da Panela, Pintadas e do Saco. Os principais reservatórios, com capacidade igual ou superior a 100 000 metros cúbicos de água são Arapuá e Luís Gomes ou Dona Lulu Pinto, com capacidade para 4 295 000 m³ e 1 286 000 m³, respectivamente.

### Clima
Levando-se em conta apenas o índice pluviométrico, Luís Gomes apresenta características de clima tropical chuvoso. Incluindo o risco de seca, o município está incluído na área geográfica de abrangência do semiárido brasileiro definida pelo antigo Ministério da Integração Nacional. Sua localização em serra faz com que a cidade experimente temperaturas relativamente agradáveis durante a noite, caindo para abaixo dos 20 °C em algumas ocasiões, possibilitando a ocorrência de nevoeiros, com maior frequência nos meses mais frios. As precipitações ocorrem sob a forma de chuva, embora já tenham sido registrados raros episódios de granizo.
Segundo a Empresa de Pesquisa Agropecuária do Rio Grande do Norte (EMPARN), que possui dados pluviométricos de Luís Gomes desde novembro de 1910, o recorde de chuva acumulada em 24 horas é de 234,2 mm em 26 de fevereiro de 1973, seguido por 200 mm em 29 de abril de 1955. Março de 1960, com 551 mm, foi o mês mais chuvoso da série histórica, enquanto os maiores acumulados anuais ocorreram em 1974 (1 731,5 mm) e 1985 (1 541,1 mm). A partir de março de 2021, quando entrou em operação uma estação meteorológica da EMPARN na cidade, as temperaturas variaram de 17 °C em 8 de setembro de 2022 a 39,7 °C em 31 de outubro de 2023.
| Dados climatológicos para Luís Gomes                                                            | Dados climatológicos para Luís Gomes | Dados climatológicos para Luís Gomes | Dados climatológicos para Luís Gomes | Dados climatológicos para Luís Gomes | Dados climatológicos para Luís Gomes | Dados climatológicos para Luís Gomes | Dados climatológicos para Luís Gomes | Dados climatológicos para Luís Gomes | Dados climatológicos para Luís Gomes | Dados climatológicos para Luís Gomes | Dados climatológicos para Luís Gomes | Dados climatológicos para Luís Gomes | Dados climatológicos para Luís Gomes |
| Mês                                                                                             | Jan                                  | Fev                                  | Mar                                  | Abr                                  | Mai                                  | Jun                                  | Jul                                  | Ago                                  | Set                                  | Out                                  | Nov                                  | Dez                                  | Ano                                  |
| ----------------------------------------------------------------------------------------------- | ------------------------------------ | ------------------------------------ | ------------------------------------ | ------------------------------------ | ------------------------------------ | ------------------------------------ | ------------------------------------ | ------------------------------------ | ------------------------------------ | ------------------------------------ | ------------------------------------ | ------------------------------------ | ------------------------------------ |
| Temperatura máxima recorde (°C)                                                                 | 37,6                                 | 37,5                                 | 36,8                                 | 35,7                                 | 34,8                                 | 34,1                                 | 34,6                                 | 36,9                                 | 38,8                                 | 39,7                                 | 38,8                                 | 39,1                                 | 39,7                                 |
| Temperatura mínima recorde (°C)                                                                 | 18,9                                 | 19                                   | 18,9                                 | 18,4                                 | 18,7                                 | 17,7                                 | 17,3                                 | 17,3                                 | 17                                   | 19,4                                 | 19,8                                 | 19,3                                 | 17                                   |
| Precipitação (mm)                                                                               | 91,7                                 | 131,3                                | 223,9                                | 180,5                                | 104,8                                | 59,9                                 | 33,4                                 | 12                                   | 6,4                                  | 10,1                                 | 16,7                                 | 32,5                                 | 903,2                                |
| Fonte: EMPARN (médias de precipitação: 1910-2020; recordes de temperatura: 16/03/2021-presente) |                                      |                                      |                                      |                                      |                                      |                                      |                                      |                                      |                                      |                                      |                                      |                                      |                                      |

## Demografia
A população de Luís Gomes no censo demográfico de 2022 era de 9 070 habitantes, com uma taxa de diminuição média anual de 0,46% em comparação ao censo de 2010, sendo que 76,71% viviam no distrito-sede (7 372) e 23,29% no distrito de São Bernardo (2 238). Em termos populacionais, era o 69º município mais populoso do Rio Grande do Norte e o 3 085° do Brasil, apresentando uma densidade populacional de 57,67 hab./km². Da população total, 69,57% viviam na zona urbana e 30,43% na zona rural (30,43%). Ao mesmo tempo, 50,85% eram do sexo feminino e 49,15% do sexo masculino, tendo uma razão de sexo de aproximadamente 97 homens para cada cem mulheres. Quanto à faixa etária, 63,64% dos habitantes tinham entre 15 e 64 anos, 27,16% menos de quinze anos e 9,2% acima de 65 anos ou mais.
Conforme pesquisa de autodeclaração do mesmo censo, a população era composta por pardos (55,26%), brancos (40,02%), pretos (4,24%) e amarelos (0,48%). Levando-se em conta a nacionalidade da população, todos os habitantes eram brasileiros natos (81,3% naturais do município), dos quais 96,98% nascidos na Região Nordeste (96,98%), 2,28% no Sudeste, 0,71% no Centro-Oeste (0,71%) e 0,23% no Sul, além de 0,1% sem especificação. Entre os naturais de outras unidades da federação, os estados com maior percentual de residentes eram a Paraíba (6,13%), São Paulo (2,19%) e o Ceará (1,27%).

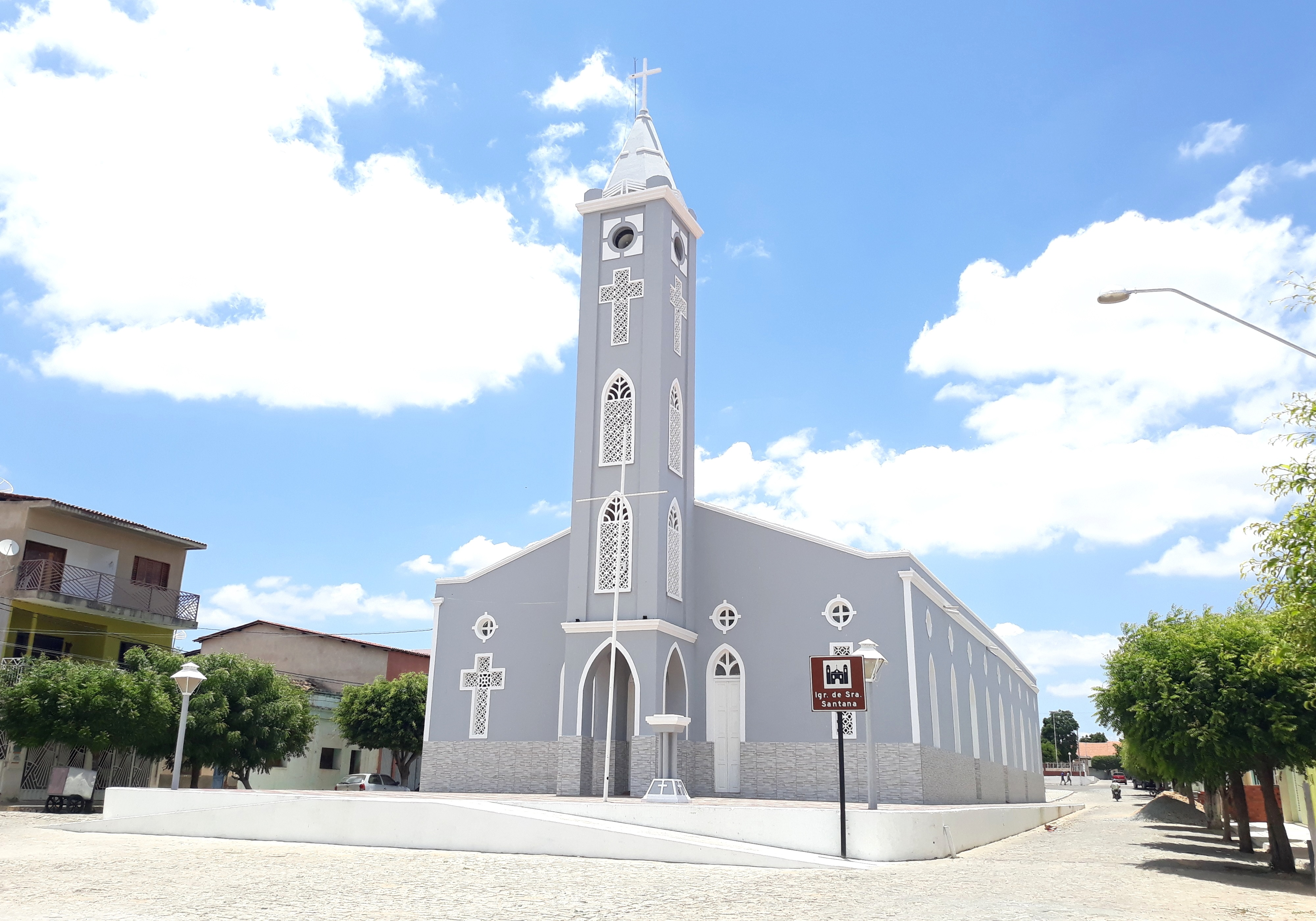
Igreja Matriz de Senhora Santana, sede da paróquia de Luís Gomes, que faz parte da Diocese de Mossoró

Ainda segundo o mesmo censo, a população de Luís Gomes era formada por católicos apostólicos romanos (87,46%), evangélicos (8,65%), testemunhas de Jeová (0,65%) e esotéricos (0,06%). Outros 3,11% não possuíam religião. A cidade sedia a Paróquia Senhora Santana, que também abrange geograficamente os municípios de Major Sales e Paraná. Há também alguns credos protestantes ou reformados, dentre os quais a Assembleia de Deus, a Congregação Cristã do Brasil e as igrejas Deus é Amor, presbiteriana e luterana.
O Índice de Desenvolvimento Humano (IDH-M) do município é considerado médio, de acordo com dados do Programa das Nações Unidas para o Desenvolvimento (PNUD). Segundo dados do relatório de 2010, divulgados em 2013, seu valor era de 0,608, sendo o 80º maior do Rio Grande do Norte e o 3 957 º do Brasil. Considerando-se apenas o índice de longevidade, seu valor é de 0,776, o valor do índice de renda é de 0,545 e o de educação é de 0,531. De 2000 a 2010, o índice de Gini caiu de 0,59 para 0,55 e a proporção de pessoas com renda domiciliar per capita de até R$ 140 reduziu de 63,6% para 40%, apresentando uma queda de 24,5%. Em 2010, 52% da população vivia acima da linha de pobreza, 28,2% estava abaixo da linha de indigência e 19,8% entre as linhas de indigência e de pobreza. No mesmo ano, os 20% mais ricos eram responsáveis por 58,3% do rendimento total municipal, valor mais de 28 vezes superior à dos 20% mais pobres, que era de apenas 2,1%.

## Política
Sendo um município do Brasil, é administrado por meio de dois poderes, independentes e harmônicos entre si, o executivo e o legislativo. O primeiro é exercido pelo prefeito, auxiliado pelo seu gabinete de secretários. A Câmara Municipal representa o poder legislativo e possui nove vereadores, cabendo a ela a elaboração e votação de leis fundamentais à administração e ao executivo, especialmente o orçamento municipal. Luís Gomes é sede de uma comarca do poder judiciário estadual, de entrância inicial, cujos termos são José da Penha, Major Sales e Paraná. Pertence à 42ª zona eleitoral do Rio Grande do Norte, possuindo um quantitativo de 8 273 eleitores registrados em dezembro de 2021, de acordo com dados do Tribunal Superior Eleitoral (TSE), o que equivale a 0,352% do eleitorado estadual.

## Economia
Em 2010, considerando-se a população municipal com idade igual ou superior a dezoito anos, 47,4% eram economicamente inativas, 39,8% economicamente ativa e 12,8% ativa desocupada. Ainda no mesmo ano, levando-se em conta a população ativa ocupada na mesma faixa etária, 45,36% trabalhavam no setor de serviços, 29,84% na agropecuária, 8,88% no comércio, 7,09% na construção civil, 5,27% em indústrias de transformação e 1,01% na utilidade pública. Conforme a Estatística do Cadastro de Empresas de 2013, Luís Gomes possuía 78 unidades (empresas) locais, todas atuantes e 907 trabalhadores, dos quais 487 do tipo "pessoal ocupado total" e 420 do tipo "ocupado assalariado". Salários juntamente com outras remunerações somavam 7 341 mil reais e o salário médio mensal de todo o município era de 1,8 salários mínimos.
Em 2012, segundo o IBGE, o Produto Interno Bruto (PIB) do município de Luís Gomes era de R$ 53 253 mil, dos quais 43 612 mil do setor terciário, R$ 4 544 mil do setor secundário, R$ 2 813 mil de impostos sobre produtos líquidos de subsídios a preços correntes e R$ 2 284 mil do setor secundário. O PIB per capita era de R$ 5 501,91. Em 2013 o município possuía um rebanho de 19 830 galináceos (frangos, galinhas, galos e pintinhos), 2 510 suínos, 1 990 bovinos, 1 016 caprinos, 365 ovinos e 121 equinos. Na lavoura temporária de 2013 foram produzidos mandioca (250 t), batata-doce (26 t), milho (12 t) e feijão (9 t), e na lavoura permanente coco-da-baía (16 000 frutos), manga (85 t), castanha de caju (77 t) e goiaba (12 t). Ainda no mesmo ano o município também produziu 233 mil litros de leite de 470 vacas ordenhadas; dezenove mil dúzias de ovos de galinha e 7 300 quilos de mel de abelha.

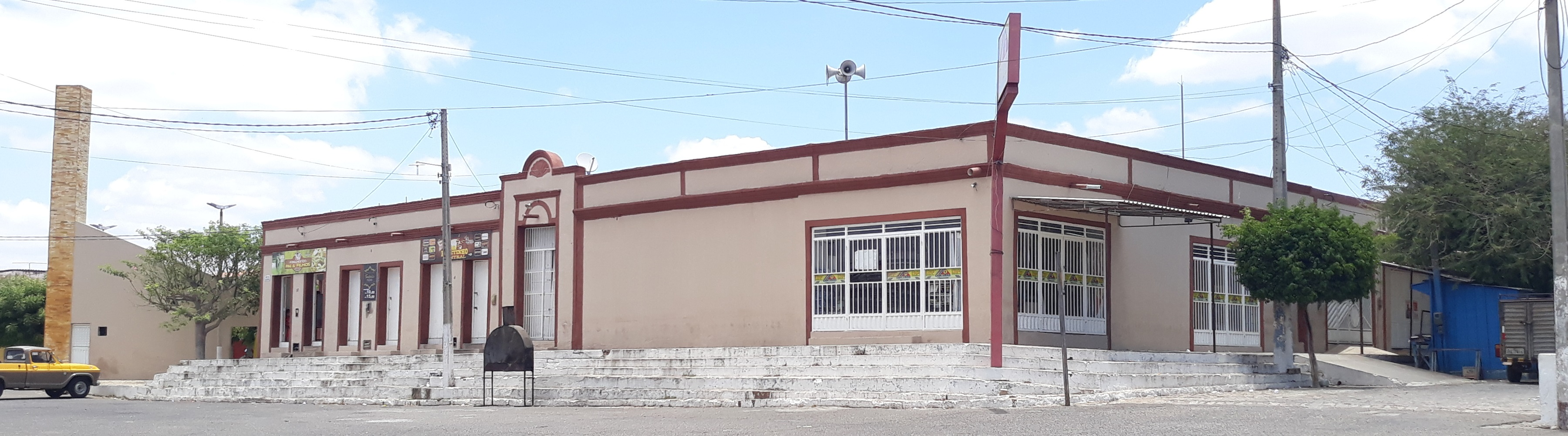
Mercado Municipal de Luís Gomes, no centro da cidade

## Infraestrutura

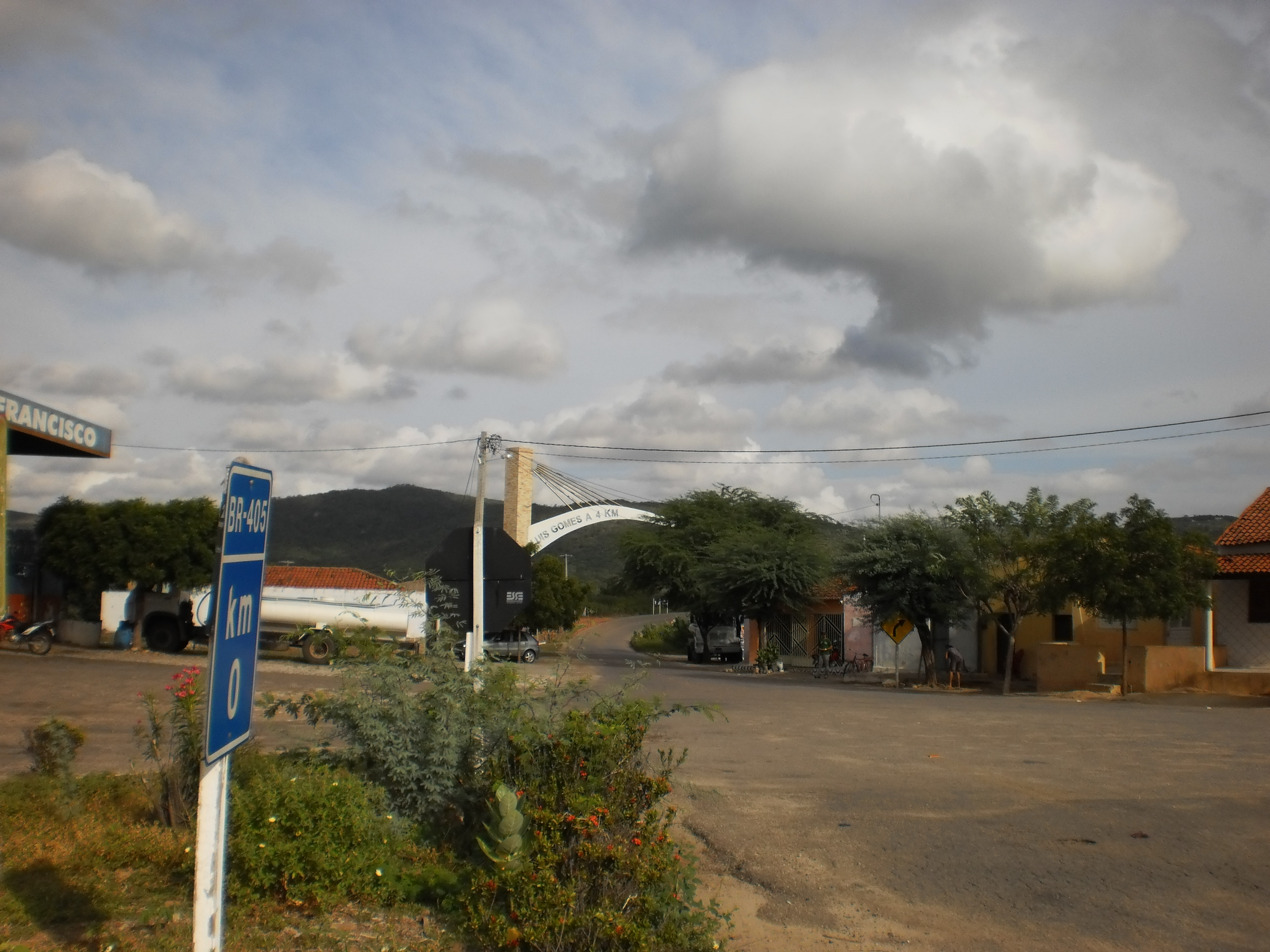
RN-177 na entrada para Luís Gomes, no cruzamento com a BR-405, divisa do Rio Grande do Norte com a Paraíba

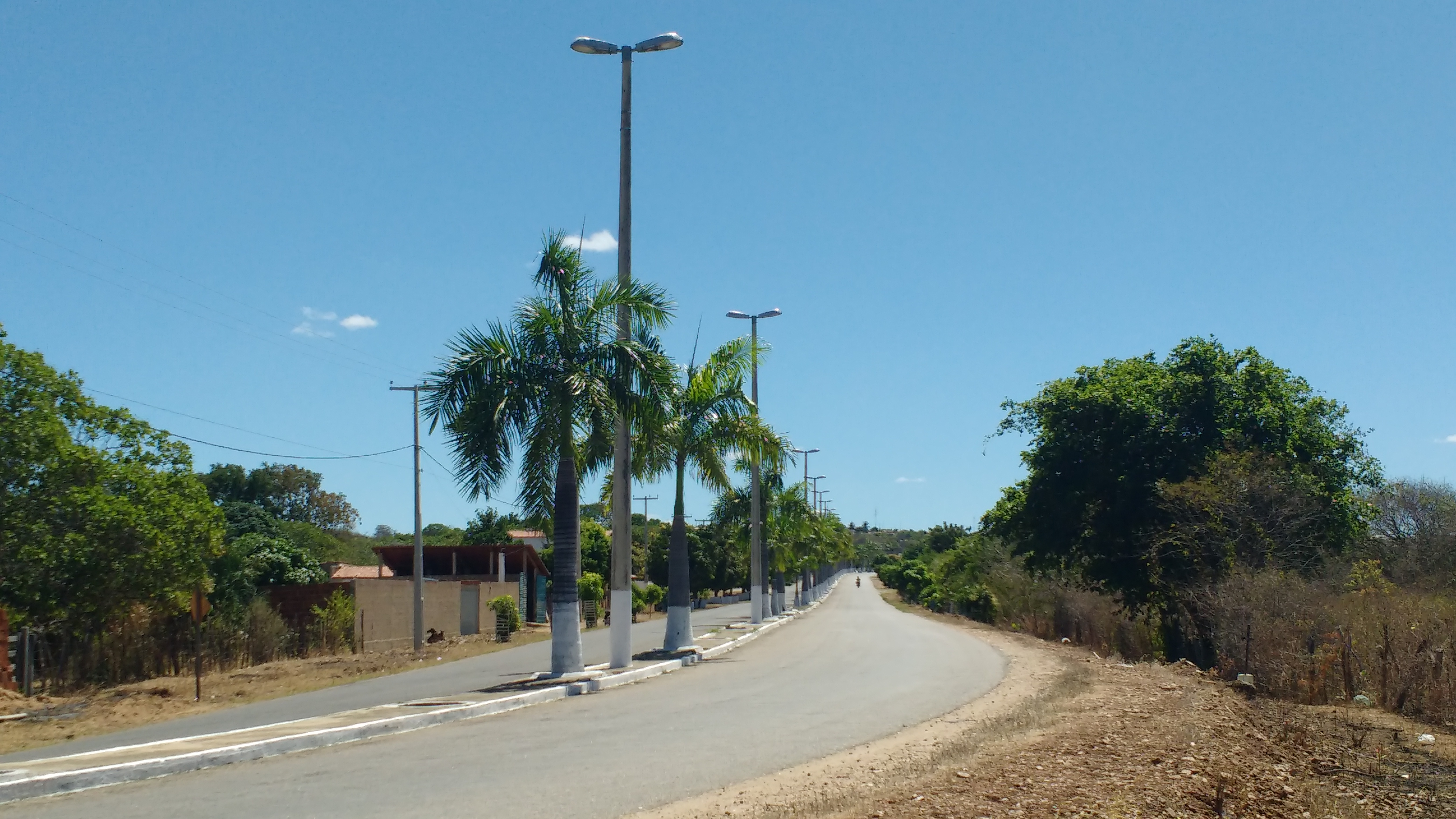
Avenida Senhora Santana, importante logradouro municipal, na entrada de Luís Gomes

O serviço de abastecimento de água é feito pela Companhia de Águas e Esgotos do Rio Grande do Norte (CAERN). Em 2010 2 165 domicílios eram abastecidos pela rede geral de distribuição (83,27%); 244 a partir de poços (9,38%); 88 de rio(s), açude(s), lago(s) ou igarapé(s) (3,38%) e 644 através de carro-pipa ou água da chuva (2,46%), além de 39 de outra(s) forma(s) (1,5%). A empresa responsável pelo abastecimento de energia elétrica é a Companhia Energética do Rio Grande do Norte (COSERN). A voltagem da rede é de 220 volts. Do total de domicílios, 2 573 tinham energia elétrica (98,96%), sendo 2 570 a partir da companhia distribuidora (98,85%) e três a partir de uma outra fonte (0,11%). O lixo era coletado em 559 domicílios (45,63%), dos quais 555 por serviço de limpeza (45,3%) e quatro por caçambas (0,33%).
A frota municipal em 2014 era de 626 automóveis, 488 motocicletas, 193 caminhonetes, 48 motonetas, 42 caminhões, 37 micro-ônibus, 21 camionetas, seis ônibus, cinco utilitários e dois em outras categorias, totalizando 1 468 veículos. No transporte rodoviário, Luís Gomes é atravessado pelas rodovias BR-405 (federal), na zona rural, e pela RN-177 (estadual), que se encontra com a BR-405 e dá acesso à cidade.
O código de área (DDD) de Luís Gomes é 084 e o Código de Endereçamento Postal (CEP) é 59940-000. Desde 10 de novembro de 2008 o município é servido pela portabilidade, juntamente com outras cidades de DDDs 33 e 38, em Minas Gerais; 44, no Paraná; 49, em Santa Catarina; além de outros municípios com código 84, no Rio Grande do Norte. Conforme dados do censo de 2010, do total de domicílios, 1 605 tinham somente telefone celular (61,63%), 159 possuíam celular e fixo (6,47%) e 53 apenas telefone fixo (2,02%).

### Saúde
A rede de saúde de Luís Gomes era constituída, em agosto de 2018, por quatro postos e dois centros, entre os quais o Hospital Municipal Vereador Antônio Linhares, unidade mista de saúde, situada no Centro, que possui serviços de atendimento ambulatorial, internação, SADT (Serviço Auxiliar de Diagnóstico e Terapia) e urgência, além de leitos nas especialidades de clínica geral, obstetrícia e pediatria clínicas. Neste hospital, em 2014, foram registrados doze óbitos (seis de mulheres e seis de homens), seis por doenças no sistema circulatório, três por doença no sistema respiratório, duas por tumores (neoplasias) e uma por doença infectocontagiosa/paralisia.
Em 2010, a expectativa de vida ao nascer do município era de 71,56 anos, com índice de longevidade de 0,776, taxa de mortalidade infantil de 22,2 por mil nascidos vivos (até um ano de idade) e taxa de fecundidade de 2,6 filhos por mulher. Em abril do mesmo ano, a rede profissional de saúde era composta por 45 auxiliares de enfermagem, treze médicos, nove enfermeiros, cinco farmacêuticos, cinco cirurgiões-dentistas, dois nutricionistas, um técnico em enfermagem e um fisioterapeuta, totalizando 81 profissionais. Segundo dados do Ministério da Saúde, de 1990 e 2012 foi registrado um caso de AIDS em Luís Gomes e, entre 2001 e 2011, foram notificados 327 casos de dengue e 45 de leishmaniose. Em 2014, 99,7% das crianças menores de um ano de idade estavam com a carteira de vacinação em dia e, dentre as crianças menores de dois anos pesadas pelo Programa Saúde da Família (PSF), 0,9% estavam desnutridas. Luís Gomes pertence à VI Unidade Regional de Saúde Pública do Rio Grande do Norte (URSAP-RN), sediada em Pau dos Ferros.

### Educação
| 2005 | 2,6 | 3   |
| 2007 | 3,2 | 2,1 |
| 2009 | 3,2 | 2,6 |
| 2011 | 3,6 | 2,4 |
| 2013 | 3,7 | 2,5 |

O fator "educação" do IDH no município atingiu em 2010 a marca de 0,531, ao passo que a taxa de alfabetização da população acima dos dez anos indicada pelo último censo demográfico do mesmo ano foi de 73,2% (79,6% para as mulheres e 66,6% para os homens). No mesmo ano, Luís Gomes possuía 9,82 anos esperados de estudo, valor acima da média estadual (9,54 anos). A taxa de conclusão dos ensinos fundamental (15 a 17 anos) e médio (18 a 24 anos) era de 47,8% e 33,7%, respectivamente, e o percentual de alfabetização de jovens e adolescentes entre 15 e 24 anos de 93,4%. Em 2014, a distorção idade-série entre alunos do ensino fundamental, ou seja, com com idade superior à recomendada, era de 19,7% para os anos iniciais e 51,6% nos anos finais, enquanto no ensino médio essa defasagem era de 48,3%.
No censo de 2010, da população total, 3 417 frequentavam creches ou escolas, 3 131 na rede pública de ensino (91,64%) e 286 na rede particular (8,36%), sendo que 1 803 cursavam o regular do ensino fundamental (52,76%), 503 o regular do ensino médio (14,71%), 398 estavam em creches (11,64%), 228 no pré-escolar (6,67%), 138 em cursos superiores de graduação (4,04%), 111 em classes de alfabetização (3,24%), 105 na alfabetização de jovens e adultos (3,06%), 95 na educação de jovens e adultos do ensino fundamental (2,78%), 21 na educação de jovens e adultos do ensino médio (0,63%), dez na especialização de nível superior (0,28%) e seis no mestrado (0,19%). Levando-se em conta o nível de instrução da população com idade superior a dez anos, 5 369 não possuíam instrução e ensino fundamental incompleto (67,71%), 1 207 tinham fundamental completo e superior incompleto (15,22%), 1 153 com médio completo e superior incompleto (14,54%), 195 com superior completo (2,46%) e cinco com nível indeterminado (0,06%).
Em 2012 Luís Gomes possuía uma rede de treze escolas de ensino fundamental (com 101 docentes), onze do pré-escolar (22 docentes) e duas de ensino médio (25 docentes). No ensino superior, o município abriga um polo da Universidade Aberta do Brasil (UAB), inaugurado em novembro de 2007. O Polo Universitário Alsenir Pereira (PUAP) fez de Luís Gomes uma cidade universitária, constituído a partir da UAB I, de junho de 2005. O primeiro vestibular ocorreu no 1º semestre de 2007 para implantação do Curso de Tecnologia em Gestão Ambiental do IFRN.

## Cultura
No setor cultural, Luís Gomes dispõe da Fundação Francisca Fernandes Claudino (FUNFFEC), criada em 1969 como escola profissional e transformada em fundação em 2007, sendo reconhecida pela lei municipal 171, de 2 de maio de 2008, como de utilidade pública.  Há também a Banda de Música Dr. Vicente Lopes Fernandes e a Orquestra FUNFFEC de Cordas, fundadas em 1962 e 2012, respectivamente, bem como grupos de artesanato, artes plásticas, capoeira, carnaval, dança, desenho/pintura, manifestação tradicional popular, música, orquestra e teatro. São feriados municipais os dias 5 de julho, data de emancipação política do município, e 26 de julho, dia da padroeira municipal, Sant'Ana.

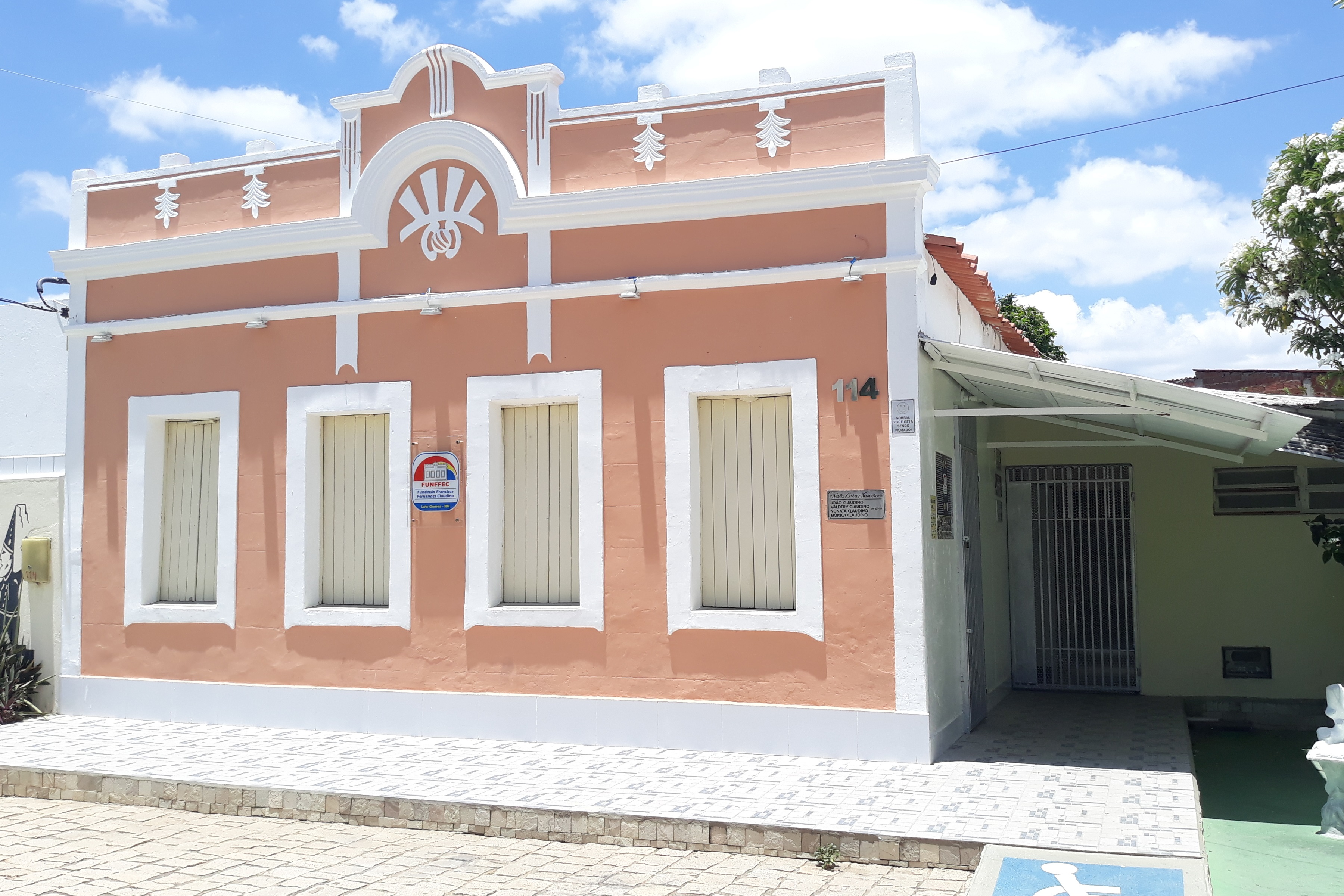
Sede da Fundação Francisca Fernandes Claudino (FUNFFEC), na Praça Joca Claudino

O artesanato é uma das mais formas mais espontâneas da expressão cultural luís-gomense, tendo como principais atividades o bordado e a renda, além da culinária típica. Em várias partes do município é possível encontrar uma produção feita com matérias-primas regionais e criada de acordo com a cultura e o modo de vida local. Normalmente essas peças são vendidas em lojas, feiras e/ou exposições, como a Feira de Negócios, Cultura e Turismo de Luís Gomes (FENACUT), que é realizada desde 2001, dentro das festividades de emancipação política, atraindo muitos visitantes de diversas localidades e contribuindo para a movimentação da economia local.
Entre as principais festividades destacam-se, além da FENACUT, as festas juninas, com destaque para o São João Unificado das Escolas de Luís Gomes, que conta com apresentações de quadrilhas, danças folclóricas e animações de bandas musicais, além de barracas oferecendo comidas típicas regionais; a festa de emancipação política, no dia 5 de julho, cuja programação inclui a alvorada, o hasteamento das bandeiras e outras apresentações culturais; o Festival Artes de Julho, um evento de resgate da cultura regional promovido pela FUNFFEC; e a festa da padroeira Sant'Ana, que se inicia no dia 16 de julho com a missa de abertura, prosseguindo durante nove noites do novenário e terminando no dia 26, com a procissão, percorrendo as principais ruas da cidade com uma imagem da padroeira, e a missa solene de encerramento, incluindo também a programação sociocultural.
O turismo é uma das grandes potencialidades do município, com a presença de atributos geográficos e culturais que, em conjunto, destacam Luís Gomes positivamente no cenário regional. As paisagens com pontos de observação privilegiados, a culinária e o artesanato local, as festas tradicionais e populares atestam seu potencial estratégico para o desenvolvimento sustentável do turismo e a fomentação de mecanismos para geração de emprego e renda. As principais atrações turísticas são: o Complexo Turístico do Mirante, que oferece lazer e entretenimento e é o ponto mais alto da sede municipal, de onde se podem avistar várias localidades vizinhas; o Alto do Tabor, localizado no distrito de São Bernardo e, durante muito tempo, o principal local destinado aos rituais de oração da população, especialmente na época seca; a Cachoeira do Relo, uma queda d'água de oito metros de altura e o principal lugar para a prática do ecoturismo e turismo de aventura em Luís Gomes; a Igreja Matriz de Senhora Sant'Ana, localizada no coração da cidade, remonta o início da comunidade e atrai fiéis dos mais diversos lugares, especialmente no mês de julho, além de construções históricas, como casas de farinha e engenho, o Mercado Público, a Casa Paroquial e a FUNFFEC.

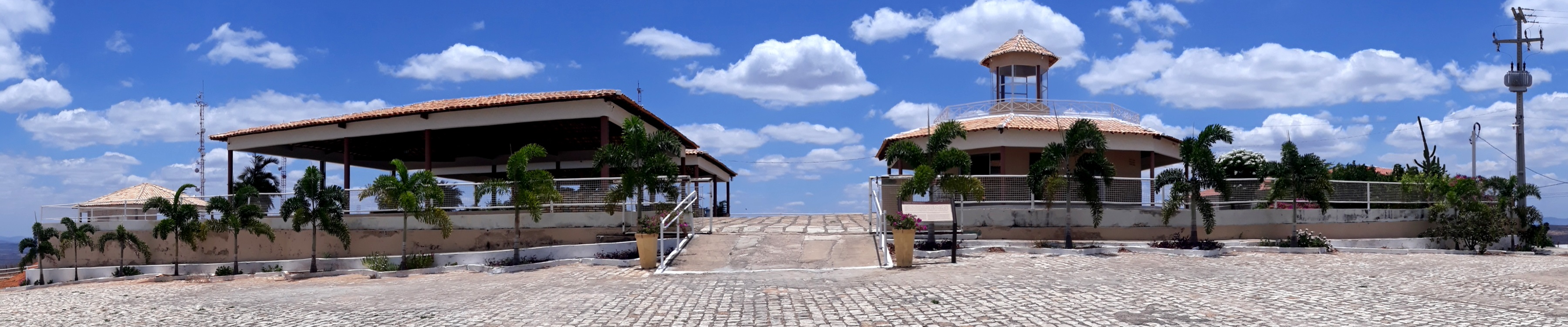
Complexo Turístico Mirante, inaugurado em 2005